# Panderichthys
Genre
Espèces de rang inférieur
- † Panderichthys rhombolepis Gross[1], 1945, espèce type
- † ? Panderichthys stolbovi Vorobyeva, 1960,

Panderichthys est un genre éteint de sarcoptérygiens (vertébrés à nageoires charnues) ayant vécu au Dévonien moyen et supérieur (env. 380 millions d’années). Il est considéré comme une forme anatomiquement transitionnelle des tétrapodes car le squelette interne des nageoires pectorales et pelviennes évoque des membres chiridiens. Sa découverte renseigne sur l'évolution des tétrapodes car c'est l'un des tétrapodomorphes les plus proches des tétrapodes.
Il est connu par deux espèces :
- l'espèce type, Panderichthys rhombolepis, décrite en 1945 par Walter Robert Gross[1],[2] ;
- Panderichthys stolbovi est une espèce mal connue car décrite à partir de rares restes fossiles.

## Description

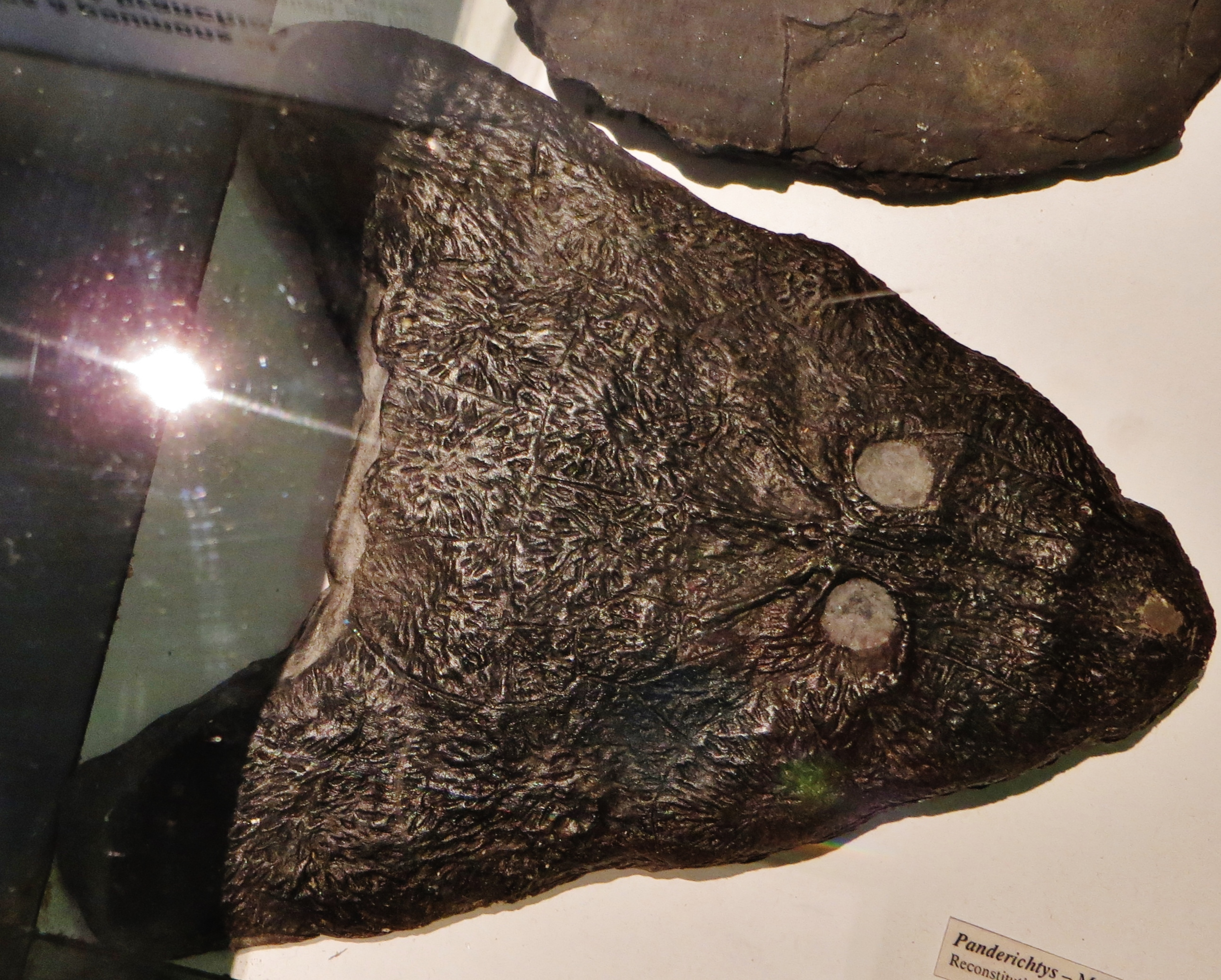
Moulage du crâne de Panderichthys au musée d'histoire naturelle de Lille.

Panderichthys mesurait entre 90 et 130 centimètres et ressemblait probablement à un poisson-chat moderne. Toutefois, il possède des poumons primitifs, comme les dipneustes, les amies et les lépisostés.
Des restes fossiles de Panderichtys ont été retrouvés dans les terres bordant la mer Baltique en Lettonie. Durant la période du Dévonien, ces régions étaient couvertes de lagunes.

## Paléobiologie

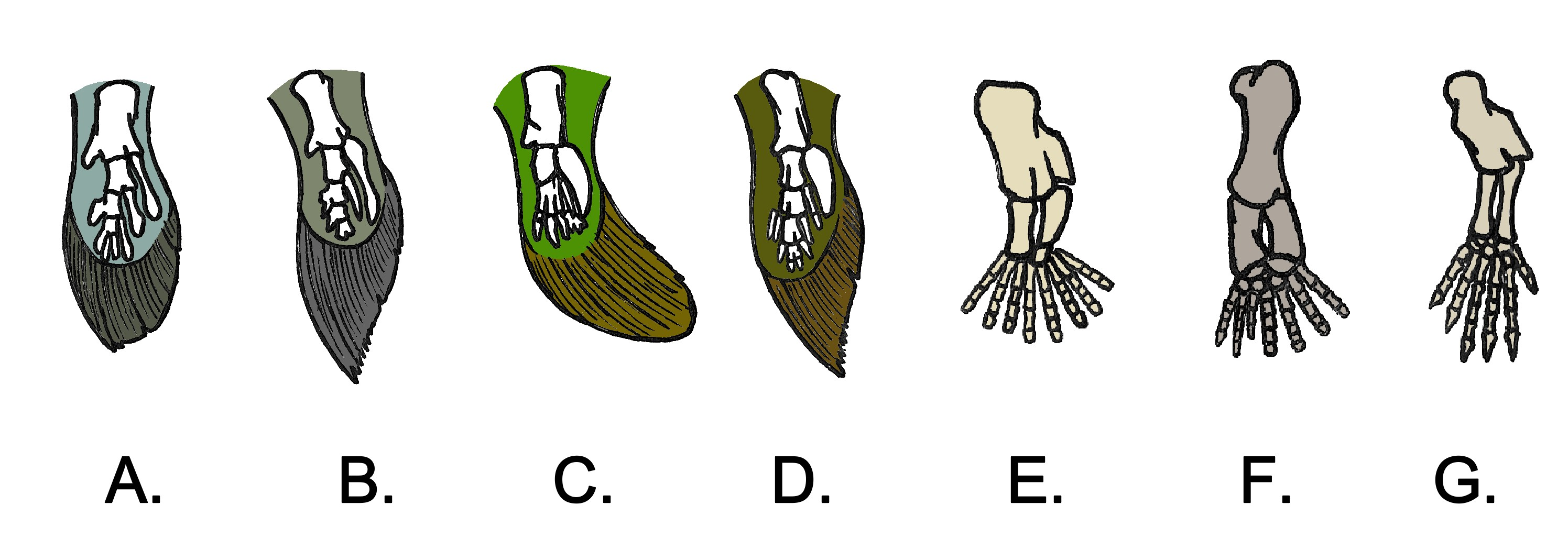
Comparaison schématique des membres des poissons et tétrapodes sarcoptérygiens : A) Eusthenopteron B) Gogonasus C) Panderichthys D) Tiktaalik E) Acanthostega F) Ichthyostega (patte arrière), et G) Tulerpeton.

Il marque une étape importante dans l’adaptation à la locomotion terrestre. En effet, ses nageoires pectorales sont des prototypes des membres des tétrapodes, car elles sont charnues et munies d’os (qui restent peu articulés) mais sans doigts. Toutefois, ses nageoires pelviennes sont plus primitives et ne lui permettaient pas de prendre appui. Les études détaillées de son anatomie semblent donc conclure que la transition vers la locomotion terrestre des tétrapodes qui repose sur la propulsion par les membres inférieurs (comme chez Acanthostega), est passée par un stade où la propulsion se faisait par appui sur les membres antérieurs et ondulation du reste du corps.

## Liste des espèces
- † Panderichthys rhombolepis (Gross, 1930)
- † ? Panderichthys stolbovi Vorobyeva, 1960
- † ? Panderichthys bystrowi Gross, 1945